# Marcahuamachuco
Marcahuamachuco est un complexe archéologique constitué de constructions pré-incas en ruine, situé dans la province de Sánchez Carrión du département de La Libertad, au Pérou. Il est situé à 3 575 m d'altitude dans la haute région andine sur le plateau homonyme à 3 km au nord-ouest de la ville de Huamachuco (chef-lieu de la province),.
Bien que peu connu, il est considéré par les archéologues comme le « Machu Picchu del Norte » (Kuélap porte aussi ce titre) et le « joyaux de La Libertad ».

## Histoire
Les constructions monumentales de Marcahuamachuco ont peut-être débuté à la fin de la période intermédiaire andine précoce (500 av. J.-C. à 700 apr. J.-C.), avant l'expansion de la culture Huari, et se sont poursuivies au cours de l'Horizon moyen (700 apr. J.-C. à 1000 apr. J.-C.) et peut-être même jusqu'à la première phase de l’Intermédiaire tardif (1000 apr. J.-C. à 1400 apr. J.-C.).
Des études archéologiques montrent que c'était autrefois le centre politique, économique et militaire le plus important du nord du Pérou, avant d'être conquis par l'empire inca. La fonction du site, semble avoir été celle le lieu de consultation d'un oracle cérémoniel, ainsi que d'un centre religieux et politique, pouvant même être devenu un lieu de sépulture dans ses derniers stades.
Son influence sociale se serait étendue sur tout le nord du Pérou et le sud de l'Équateur contemporain. Il est possible que cette importance soit basée sur le commerce avec ses voisins, les Mochica à l'ouest, la culture Recuay au sud, la culture Cajamarca au nord et les cultures moins connues du Marañón entre 650 et 750 apr. J.-C.

## Exploration et conservation
Les archéologues péruviens Max Uhle et Julio César Tello ont exploré les ruines de la ville, à la recherche de l'identité des bâtisseurs.  

Theodore McCown en 1940 a fouillé pendant plusieurs mois parmi les galeries monumentales, à la recherche de matériaux permettant de préciser la chronique du XVIIIe siècle, un document préparé par l'évêque de Trujillo Mgr Baltasar Jaime Martínez Compañón (es) (1737-1797). 

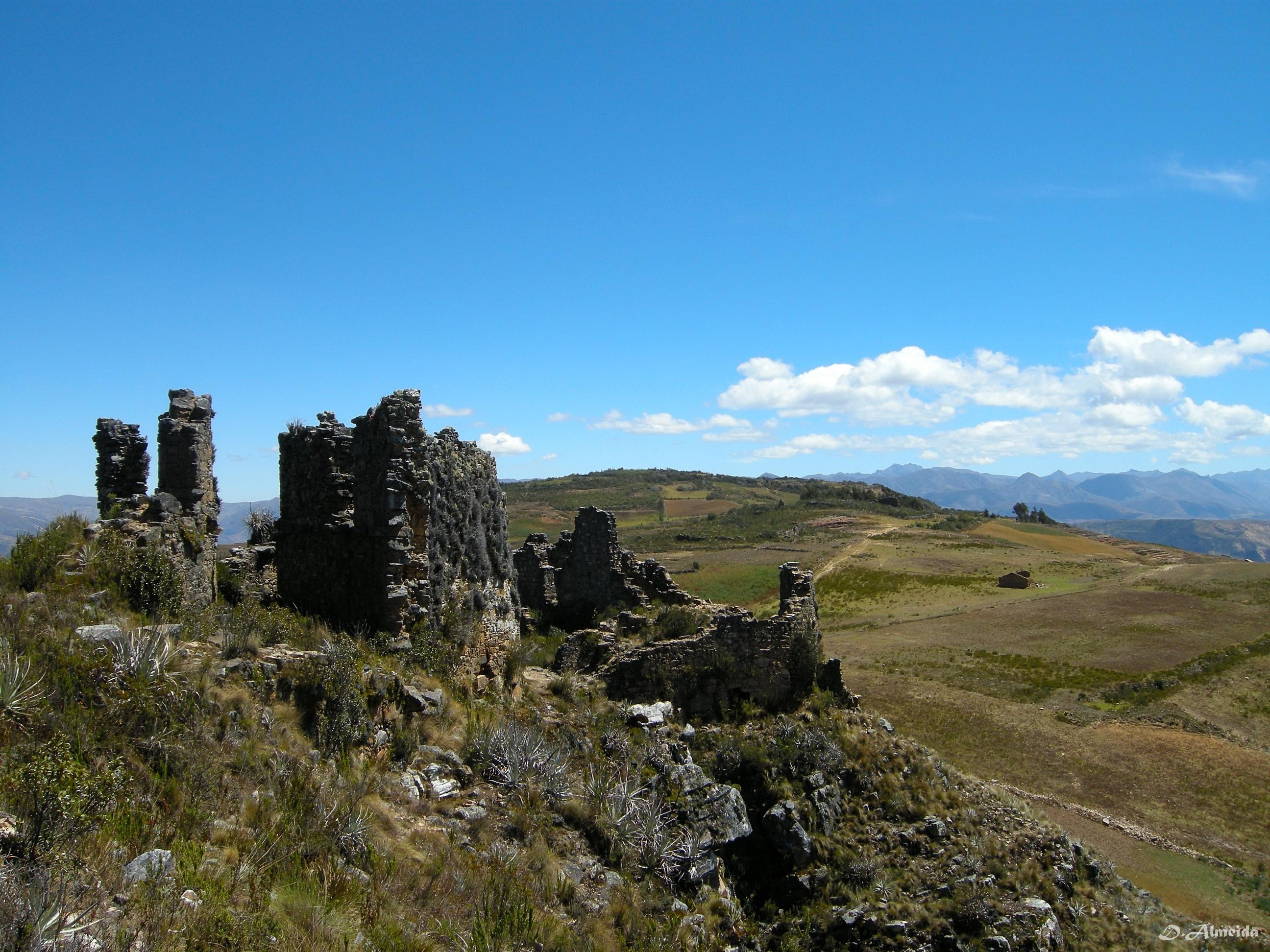
Marcahuamachuco (Secteur de Las Monjas)

Les premières descriptions et dessins de la fin du XIXe siècle ont été réalisés par des voyageurs. 
En 1880, Charles Wiener propose une première description topographique de Marcahuamachuco et nomme ses principaux éléments. 
Ernst Middendorf a visité Marcahuamachuco en 1887 en décrivant ses principaux composants,.

La solidité et la grandeur des vestiges du complexe de Marcahuamachuco révèlent l'importance initiale de ses constructions et de leur fonction, un facteur qui a poussé le gouvernement du Pérou à soutenir la conservation de cet immense site archéologique en créant un fond pour la conservation de l'important projet Marcahuamachuco que les visiteurs ont surnommé « El Machu Picchu del Norte ». 

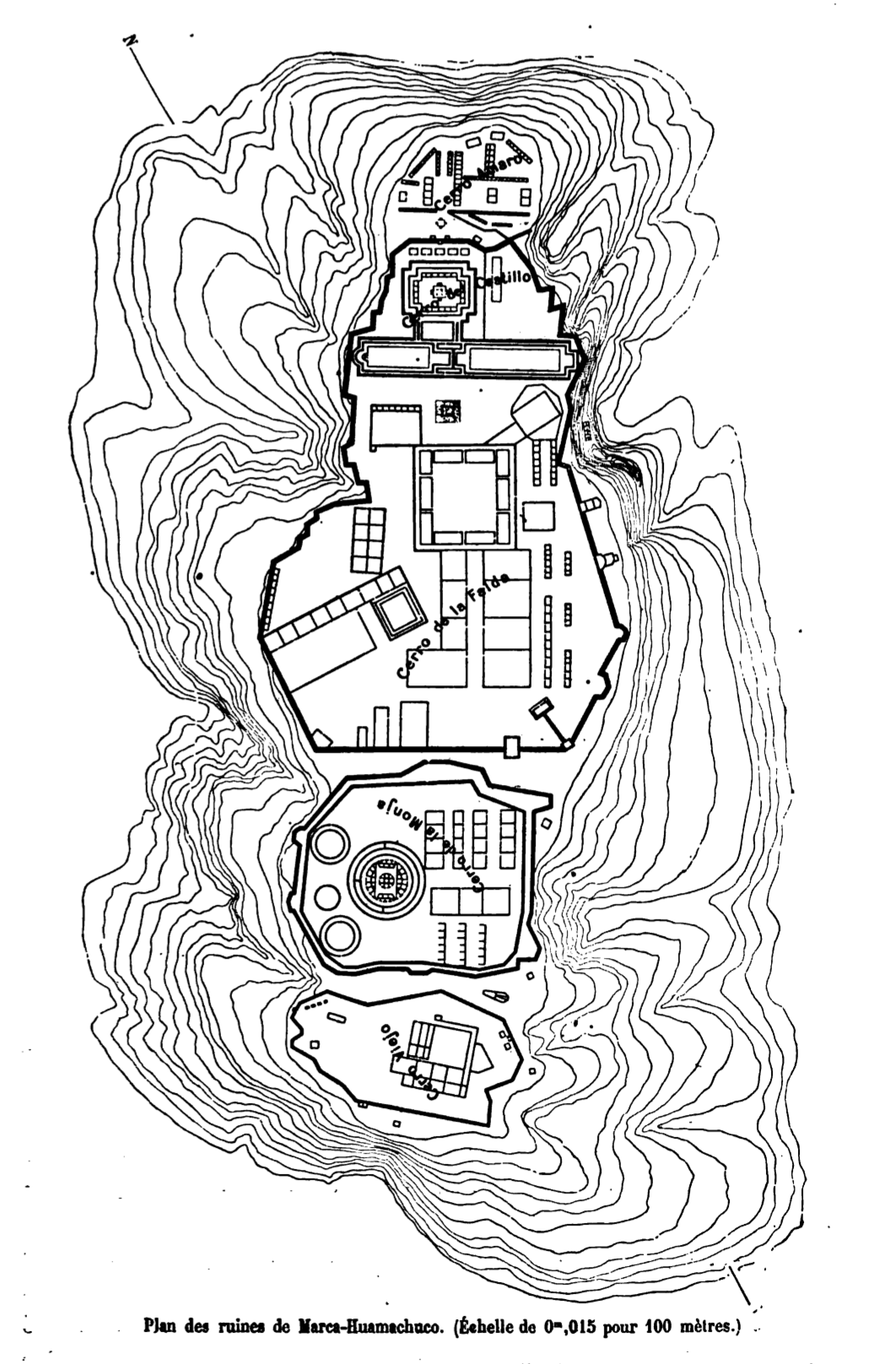
Plan de Marcahuamachuco publié par Charles Wiener en 1880.

En mai 2011, le Fonds du patrimoine mondial (GHF) a annoncé qu'il fournirait un financement et une expertise technique pour la conservation de Marcahuamachuco.